# Lago Arancio
Der Lago Arancio (Oranger See) ist ein Stausee auf Sizilien. Er liegt in den Monti Sicani im Gebiet der drei Gemeinden Sambuca di Sicilia, Santa Margherita di Belice und Sciacca im Freien Gemeindekonsortium Agrigent.

## Geografie und Daten
Im Westen grenzt der See an einen Wald und im Osten liegt die Gole della Tardara, eine Schlucht, durch die der Carboj fließt, der den einzigen Abfluss des Lago Arancio bildet.
Der Lago Arancio kann insgesamt bis zu 32 Millionen m³ Wasser führen.

## Geschichte
1949 begannen die Arbeiten an einem Staudamm, der 1952 fertiggestellt wurde. Die Wassermassen begruben das Fort Mazzallakkar, ein Kastell, das unter der arabischen Herrschaft auf Sizilien errichtet wurde. Im Jahr 2000 überließ der Staat der Lega Italiana Protezione Uccelli (LIPU) die Aufgabe, aus dem See eine natürliche Oase vor allem für Zugvögel zu machen.

## Flora und Fauna
Den größten Teil der anwesenden Flora am Lago Arancio bilden Garigue, Tamarisken, Silber-Weiden und Binsen. Die Fauna bildet sich größtenteils aus verschiedenen Zugvogelarten, die an diesem See stoppen, da er an ihrer Flugroute liegt. Zu diesen gehören unter anderem der Graureiher, die Krickente, der Regenbrachvogel und die Spießente. Außerdem leben am Lago Arancio neben den klassischen Säugetieren, die auf Sizilien leben, Erdkröten, Teichfrösche, Ringelnattern, Europäische Sumpfschildkröten, Zornnattern und Sizilianische Mauereidechsen.